# 43. østlige længdekreds
Den 43. østlige længdekreds (eller 43 grader østlig længde) er en længdekreds, der ligger 43 grader øst for nulmeridianen. Den løber gennem Ishavet, Europa, Asien, Afrika, det Indiske Ocean, det Sydlige Ishav og Antarktis.